# Мілітта
Мілі́тта (грец. Mylitta) — богиня ассирійського пантеону, дружина ассирійського бога Ашшура. Іноді ассоціюється з богинею шумеро-аккадської міфології, дружиною Енліля Нінліль, проте в ассирійській імперії зазвичай ототожнювалася з Іштар.
За Геродотом ототожнювалася з ассирійською Афродітою. «Богиня відкритих просторів», «володарка повітря». Деякі джерела повідомляють, що Мілітта після битви з демонами Ленгу потрапила в їхній світ, після чого змінилася, ставши богинею страждань, смерті і знищення всього, на що погляне, знявши власну маску.